# Jan Klapáč
Jan Klapáč (ur. 27 lutego 1941 w Pradze) – czeski hokeista reprezentujący Czechosłowację, grający na pozycji napastnika, wielokrotny medalista zimowych igrzysk olimpijskich, mistrzostw świata i mistrzostw Europy. Dziadek dwukrotnej złotej medalistki olimpijskiej Ester Ledeckiej. 

## Kariera reprezentacyjna
Przez wiele lat występował w reprezentacji Czechosłowacji w hokeju na lodzie. Zdobył z nią srebrny medal olimpijski w Grenoble (1968) i  brązowy w Innsbrucku (1964). 
Był mistrzem świata w 1972, wicemistrzem w 1965 i 1966 oraz brązowym medalistą w 1969 i 1973.
Wystąpił w 110 meczach reprezentacji Czechosłowacji, strzelając 56 bramek.

### Statystyka reprezentacyjna
| Rok                    | Drużyna        | Zawody    | M  | B | A | P  | K  |
| ---------------------- | -------------- | --------- | -- | - | - | -- | -- |
| 1964                   | Czechosłowacja | ZIO/MŚ/ME | 5  | 1 | 1 | 2  | 2  |
| 1965                   | Czechosłowacja | MŚ/ME     | 7  | 4 | 0 | 4  | 10 |
| 1966                   | Czechosłowacja | MŚ/ME     | 7  | 3 | 1 | 4  | 0  |
| 1968                   | Czechosłowacja | ZIO/MŚ/ME | 3  | 0 | 0 | 0  | 4  |
| 1969                   | Czechosłowacja | MŚ/ME     | 7  | 0 | 1 | 1  | 0  |
| 1972                   | Czechosłowacja | MŚ/ME     | 10 | 9 | 6 | 15 | 4  |
| 1973                   | Czechosłowacja | MŚ/ME     | 6  | 2 | 2 | 4  | 2  |
| Reprezentacja seniorów |                |           |    |   |   |    |    |

- M - Mecze
- B - Bramki
- A - Asysty
- P - Punkty
- K - Kary

## Kariera klubowa
- HC Dynamo Karlovy Vary (–1960)
- HC Dukla Jihlava (1960–1975)

Jan Klapáč był mistrzem Czechosłowacji w latach 1967–1972 i 1974. W Dukli Jihlava grał zwykle w trójce ataku z braćmi Jaroslavem i Jiřím Holíkami

## Wyróżnienia
- Galeria Sławy czeskiego hokeja na lodzie: 2010